# Agha Shahi
Agha Shahi (Bangalore, 25 augustus 1920 – Islamabad, 6 september 2006) was een Pakistaanse ambtenaar, diplomaat en politicus.
Hij begon zijn diplomatieke carrière in 1951. Zo was hij onder meer gezant bij de Verenigde Naties alsook ambassadeur in de Verenigde Staten, de Volksrepubliek China en nog een aantal andere landen. Eveneens werkte hij een tijdlang als ambtenaar op het Pakistaanse ministerie van Buitenlandse Zaken.
Van 1977 tot 1982 was Shahi minister van Buitenlandse Zaken tijdens de regering van toenmalig president annex dictator generaal Mohammed Zia-ul-Haq. Mede doordat hij het niet zo goed met deze kon vinden kwam er een einde aan zijn ministerschap. Wel bleef het departement van Buitenlandse Zaken hem regelmatig over allerlei belangrijke zaken om raad vragen.

Hij hield zich - ook na zijn ministerschap - vooral bezig met de gespannen verhouding van zijn land ten opzichte van buurland India, onder andere inzake de kwestie omtrent Kasjmir.
Agha Shahi overleed op 86-jarige leeftijd, enige tijd nadat hij een hartaanval te verduren had gekregen.